# Lurer

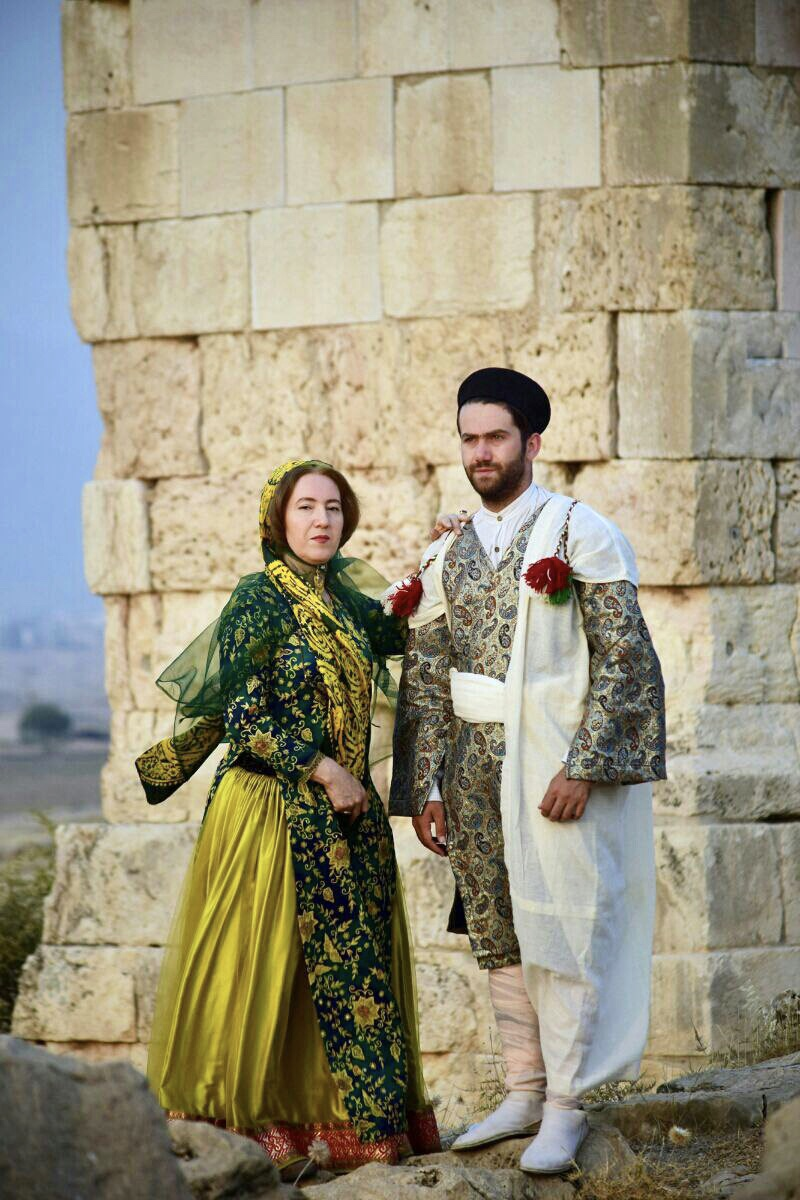
Sydlurisk kvinnlig och manlig dräkt

Lurer (även lorer) är ett folkslag som främst lever i området Lorestan (även Luristan) i västra Iran och östra Irak. Lurer pratar luriska som är ett indoeuropeiskt språk inom den iranska språkgruppen, besläktat med persiska som de flesta också talar. De omfattar ca 5 000 000 personer, och hade tidigare ett nomadiskt levnadssätt. På grund av persiska myndigheters åtgärder under 1920-talet är de numera till största delen bofasta. Lurerna är den demografiska majoriteten av provinserna Kohgiluyeh och Boyer-Ahmad, Ilam, Kermanshah, Lorestan och Chaharmahal och Bakhtiari. Hälften av Khuzestans befolkning är lurer och 30% av Bushehrs befolkning är lurer. Det finns också en befolkning lurer i östra och centrala delar av Irak, främst känd som feyli-lurer.

## Historia

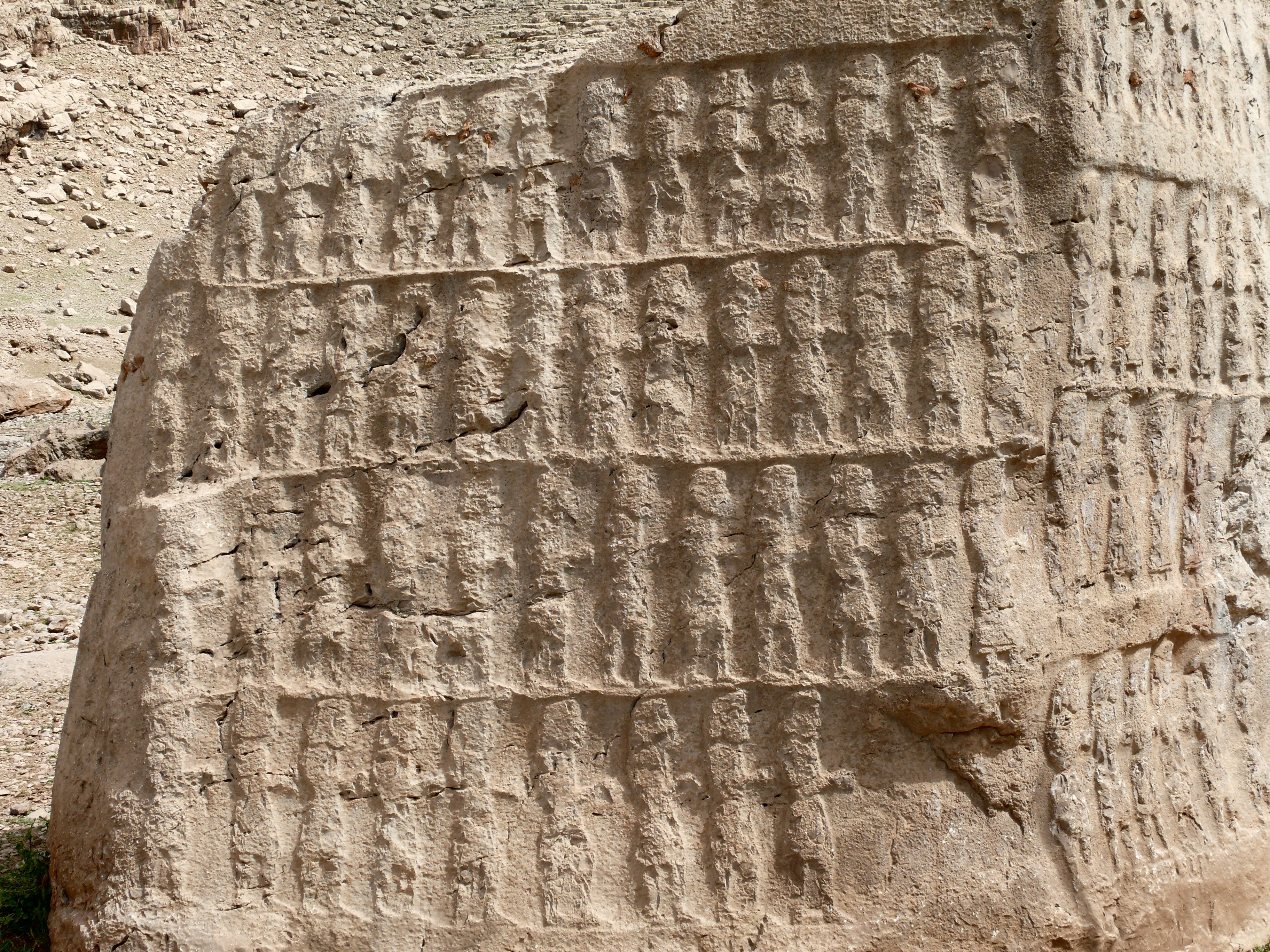
Västsidan av den elamitiska stenreliefen sa "Kul-e Farah”

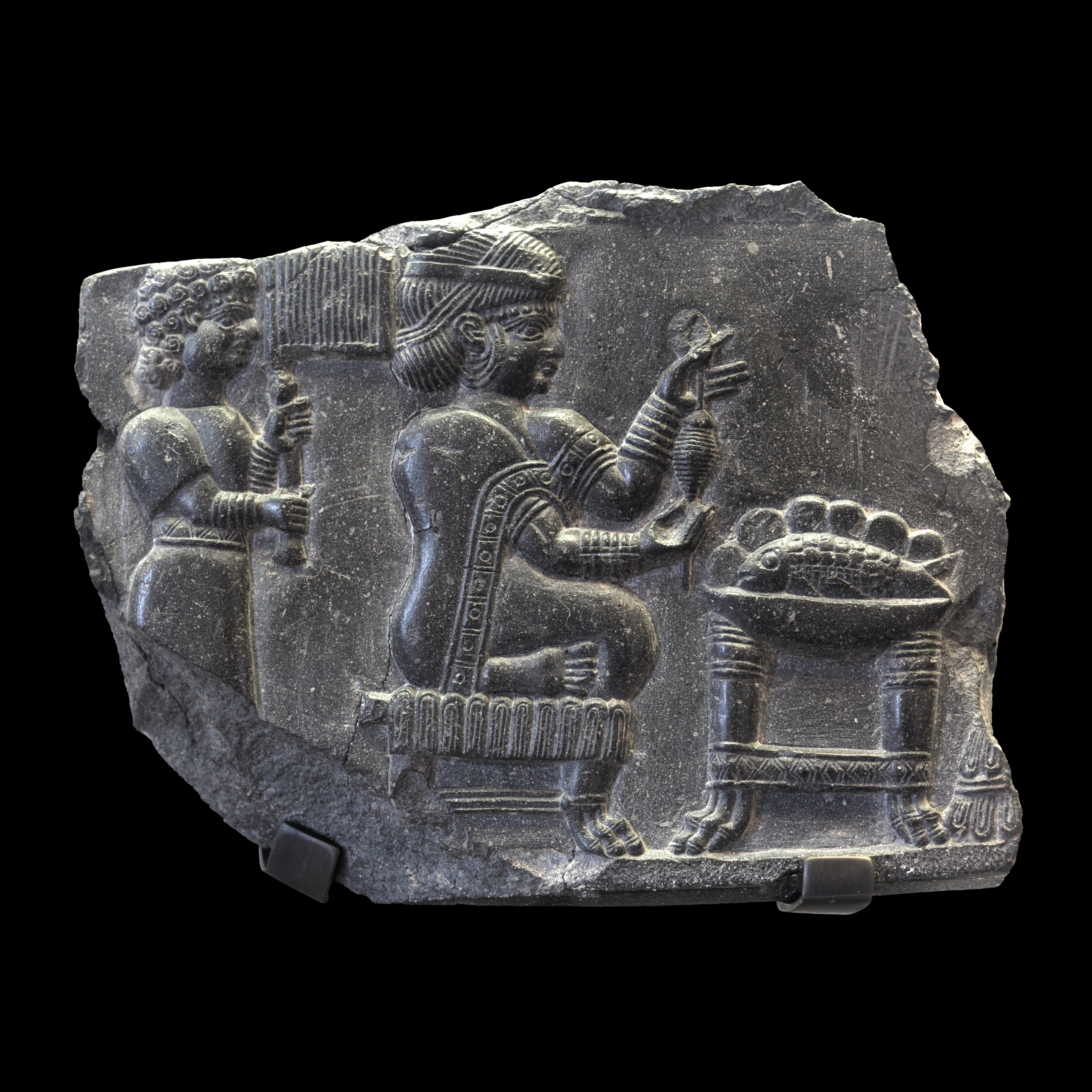
Spinnande elamitisk adelskvinna.

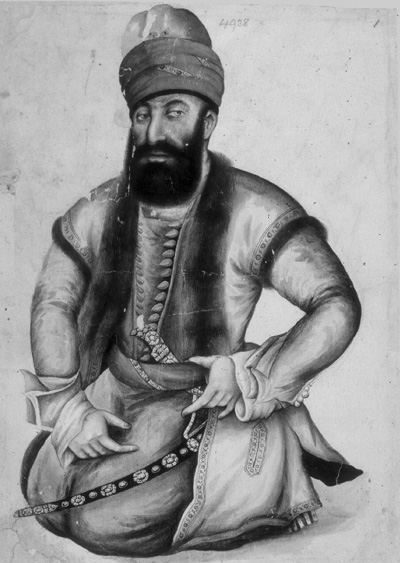
Karim Khan Zand, den luriska härskaren av zanddynastin.

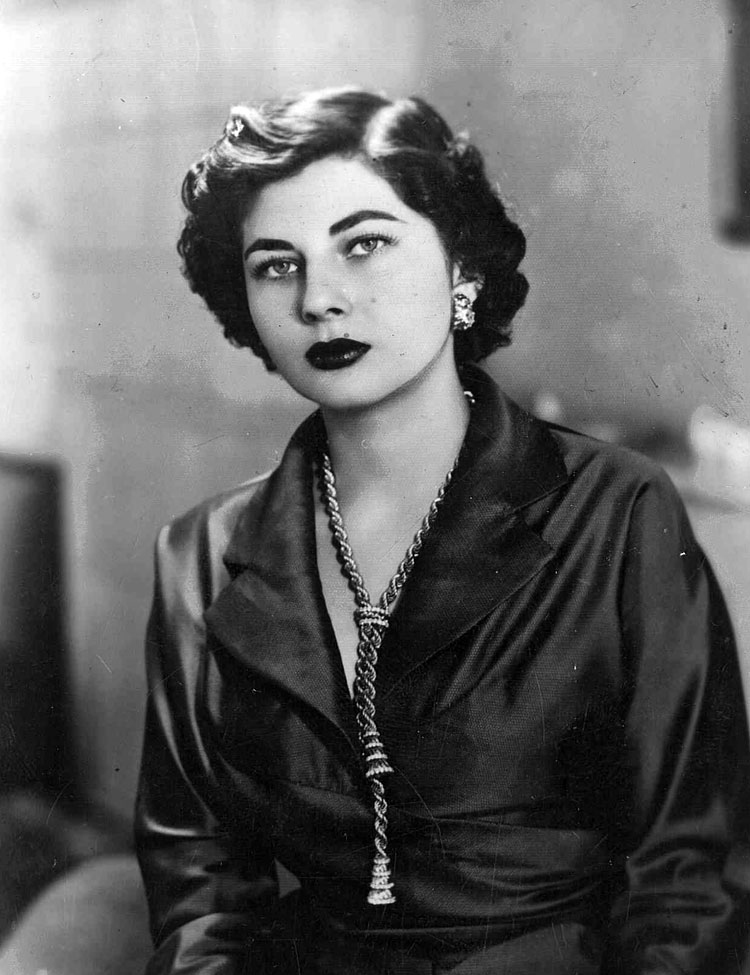
Drottning Soraya Esfandiary, Mohammad Reza Pahlavis andra fru.

Lurerna är en blandning av aboriginska iranska stammar, härrörande från Centralasien och de pre-iranska stammarna i västra Iran, såsom kassiterna (vars hemland verkar ha varit i det som nu är Lorestan) och det gutiska folket. I enlighet med geografisk och arkeologisk matchning hävdar vissa historiker att Elamiterna är Proto-lurer, vars språk blev iranska endast under medeltiden. Michael M. Gunter säger att de är nära besläktade med kurderna, men att de "uppenbarligen började urskiljas från kurderna för 1000 år sedan." Han tillägger att den kurdiske 1500-talsförfattaren Sharaf Khan Bidlisisi sin bok Sharafnama "nämnde två lurdynastier bland de fem kurdiska dynastierna som tidigare hade haft kungligheter eller den högsta formen av suveränitet eller självständighet." Termen kurd har enligt Richard Frye använts för alla nomader (inklusive befolkningen i Luristan samt stammar i Kuhistan och Balucher i Kirman), oavsett om de var språkligt kopplade till kurderna eller inte.

## Kultur

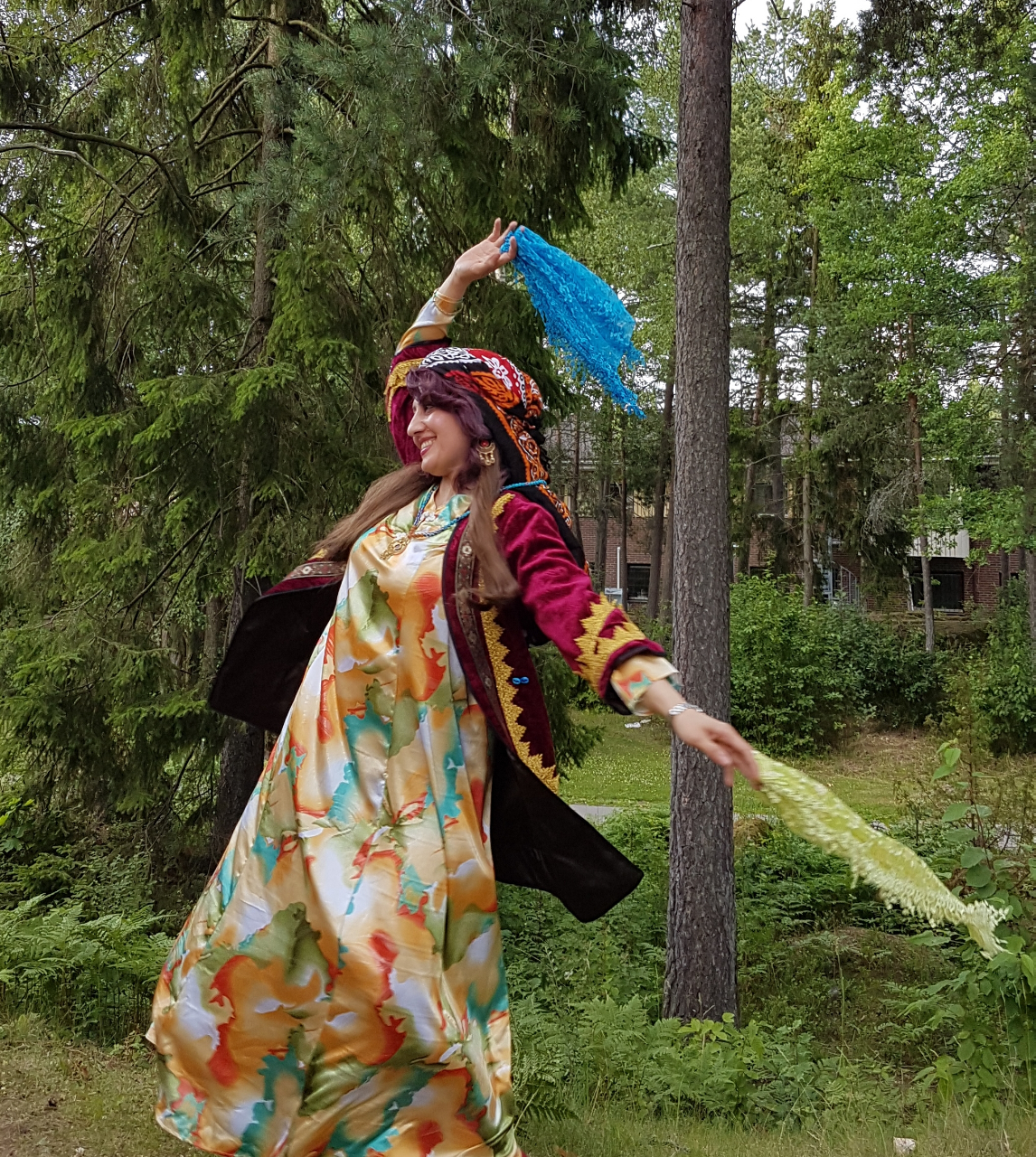
Lurisk kvinna utför Čupi-dans.

Precis som i kurdiska samhällen har lurkvinnorna mycket större frihet än kvinnor i andra grupper inom regionen. Kvinnorna har haft mycket frihet att delta i olika sociala aktiviteter, att ha på sig kvinnliga olika kläder och att sjunga och dansa i olika ceremonier. BibiMaryam Bakhtiari och Qadamkheyr är två noterbara lurkvinnor från Iran. Lurisk musik, luriska kläder och luriska folkdanser är från den etniska kulturens mest karakteristiska etnokulturella egenskaper.

## Religion
De luriska folken är olika och individualistiska i sina religiösa åsikter och praxis. Religiösa åsikter kan skilja sig oerhört, även inom en familjegrupp. Medan den överväldigande majoriteten av lurerna är shia-muslimer, utövar andra en medeltida persisk religion som kallas Yaresan, som har rötter före islamisk zoroastrianism, mithraism och manikeism. Lurerna bekänner Shia Islam utåt, och någras religion är en blandning av Ahl-e Haqq som involverar en tro på successiva inkarnationer i kombination med antika riter.